# Danh sách hoàng đế nhà Thanh
Triều đại nhà Thanh, là một triều đại quân chủ chuyên chế do dòng họ Ái Tân Giác La (tiếng Mãn: ᠠᡳᠰᡳᠨ ᡤᡳᠣᡵᠣ; Aisin Gioro, 愛新覺羅, Àixīn Juéluó) lập ra ở vùng Đông Nam Nga vào năm 1616 với quốc hiệu ban đầu là Hậu Kim; 後金.
Đến năm 1636, vị Hoàng đế thứ hai là Hoàng Thái Cực quyết định đổi quốc hiệu thành Đại Thanh; 大清 và đến năm 1644 tái chiếm và đóng đô ở Bắc Kinh từ tay con cháu nhà Nam Minh. Nhà Thanh tồn tại đến năm 1912, nếu chỉ tính từ khi mang quốc hiệu Đại Thanh thì tồn tại được 276 năm.

## Hoàng đế chính thức

### Trước khi nhập quan
| Miếu hiệu        | Thụy hiệu             | Hãn hiệu                 | Tên húy                 | Sinh mất  | Niên hiệu                                                  | Ghi chú | Hình |
| ---------------- | --------------------- | ------------------------ | ----------------------- | --------- | ---------------------------------------------------------- | --- | ---- |
| Thái Tông (太宗) | Văn Hoàng đế (文皇帝) | Thiên Thông Hãn (天聰汗) | Hoàng Thái Cực (皇太極) | 1592-1643 | Thiên Thông (天聰) (1627-1635) Sùng Đức (崇德) (1636-1643) | Lật đổ chính quyền nhà Minh ở khu vực người Nữ Chân, lên ngôi Đại Hãn nhà Hậu Kim thứ 2, đổi tên người Nữ Chân thành người Mãn, năm 1636 đổi quốc hiệu Đại Kim thành Đại Thanh lên ngôi Hoàng Đế. |      |

### Sau khi nhập quan
| Miếu hiệu         | Thụy hiệu                | Hãn hiệu                                                              | Tên húy                                        | Sinh mất  | Niên hiệu                                                                   | Ghi chú | Hình        |
| ----------------- | ------------------------ | --------------------------------------------------------------------- | ---------------------------------------------- | --------- | --------------------------------------------------------------------------- | --- | ----------- |
| Thế Tổ (世祖)     | Chương Hoàng đế (章皇帝) | Ngạch Da Nhĩ Trát Tát Khắc Hãn (额耶尔札萨克汗)                       | Phúc Lâm (福臨, Fúlín)                         | 1638-1661 | Thuận Trị (順治) (1644-1661)                                                | Đa Nhĩ Cổn nhiếp chính từ 1643-1650, vào được Trung Nguyên năm 1644 sau khi Lý Tự Thành lật đổ nhà Minh            |             |
| Thánh Tổ (聖祖)   | Nhân Hoàng đế (仁皇帝)   | Ân Hách A Mộc Cổ Lãng Hãn (恩赫阿木古朗汗)                            | Huyền Diệp (玄燁, Xuányè)                      | 1654-1722 | Khang Hy (康熙) (1662-1722)                                                 | Ngao Bái cùng ba vị đại thần khác là Sách Ni, Át Tất Long và Tô Khắc Tát Cáp cùng nhau phụ chính từ năm 1662-1669. |             |
| Thế Tông (世宗)   | Hiến Hoàng đế (憲皇帝)   | Nạp Y Lạp Nhĩ Đồ Thác Bố Hãn (纳伊拉尔图托布汗)                       | Dận Chân (胤禛, Yìnzhēn)                       | 1678-1735 | Ung Chính (雍正) (1723-1735)                                                | |             |
| Cao Tông (高宗)   | Thuần Hoàng đế (純皇帝)  | Đằng Cách Lý Đặc Cổ Cách Kỳ Hãn (腾格里特古格奇汗)                    | Hoằng Lịch (弘曆, Hónglì)                      | 1711-1799 | Càn Long (1736-1795)                                                        | Năm 1796, thiện nhượng trở thành Thái thượng hoàng. Tiếp tục giữ đại quyền đến khi qua đời năm 1799.               | không khung |
| Nhân Tông (仁宗)  | Duệ Hoàng đế (睿皇帝)    | Tát Y Thập Nhã Nhĩ Đồ Y Lỗ Cách Nhĩ Đồ Hãn (萨伊什雅尔图伊鲁格尔图汗) | Vĩnh Diễm Ngung Diễm (tên húy) (顒琰, Yóngyǎn) | 1760-1820 | Gia Khánh (嘉慶) (1796-1820)                                                | |             |
| Tuyên Tông (宣宗) | Thành Hoàng đế (成皇帝)  | Thác Nhĩ Cách Lặc Đặc Hãn (托尔格勒特汗)                              | Miên Ninh Mân Ninh (Tên húy) (旻寧, Mínníng)   | 1782-1850 | Đạo Quang (道光) (1821-1850)                                                | |             |
| Văn Tông (文宗)   | Hiển Hoàng đế (顯皇帝)   | Đồ Cách Bá Nhĩ Ngạch Nhĩ Bách Đặc Hãn (图格莫尔额尔伯特汗)            | Dịch Trữ (奕詝, Yìzhǔ)                         | 1831-1861 | Hàm Phong (咸丰) (1851-1861)                                                | |             |
| Mục Tông (穆宗)   | Nghị Hoàng đế (毅皇帝)   | Bố Luân Trát Tát Khắc Hãn (布伦札萨克汗)                              | Tái Thuần (hoặc Tải Thuần) (載淳, Zǎichún)     | 1856-1874 | Kỳ Tường (祺祥) (tháng 8 - tháng 12 năm 1861) Đồng Trị (同治) (1862 - 1874) | Từ An và Từ Hi nhiếp chính                                                                                         |             |
| Đức Tông (德宗)   | Cảnh Hoàng đế (景皇帝)   | Ba Đạt Cổ Đặc Thác Nhĩ Hãn (巴达古尔特托尔汗)                         | Tái Điềm (hoặc Tải Điềm) (載湉, Zǎitián)       | 1871-1908 | Quang Tự (光緒) (1875-1908)                                                 | Từ An và Từ Hi nhiếp chính (1874 - 1881) Từ Hi độc nhiếp chính (Lần 1: 1881 - 1889) (Lần 2: 1898 - 1908)           |             |
| Không có          | Không có                 | Cáp Ngõa Đồ Du Tư Hãn (哈瓦图猷斯汗)                                  | Phổ Nghi (溥儀, Pǔyí)                          | 1906-1967 | Tuyên Thống (宣統) (1909-1912)                                              | Hoàng đế cuối cùng, còn có tên Tây là Henry. Hoàng đế bù nhìn của Mãn Châu Quốc (1934-1945)                        |             |

Ngày 29 tháng 12 năm 1911, tại Nam Kinh, Tôn Trung Sơn được cử làm Đại tổng thống Lâm thời của chính quyền Trung Hoa Dân Quốc, nhưng đến ngày 12 tháng 2 năm 1912, Phổ Nghi mới chính thức thoái vị tại Bắc Kinh.

## Hoàng đế được truy tôn
Trong suốt lịch sử Thanh triều để củng cố thêm tính chính danh và chính thống của mình cũng như ghi công tổ tiên của người Mãn nhất là dòng tộc Ái Tân Giác La, các đời Hoàng đế Đại Thanh đã truy phong cho rất nhiều vị, tuy chưa từng là Hoàng đế, tước hiệu cao quý này, dưới đây là danh sách các vị ấy:
| Miếu hiệu         | Thụy hiệu                | Tên húy                    | Sinh mất                                    | Ghi chú |
| ----------------- | ------------------------ | -------------------------- | ------------------------------------------- | --- |
| Triệu Tổ (肇祖)   | Nguyên Hoàng đế (原皇帝) | Mạnh Đặc Mục (孟特穆)      | 1370 – 1433                                 | thời Kiến Châu tả vệ |
| Hưng Tổ (興祖)    | Trực Hoàng đế (直皇帝)   | Phúc Mãn (福满)            | ?                                           | thời Kiến Châu tả vệ |
| Cảnh Tổ (景祖)    | Dực Hoàng đế (翼皇帝)    | Giác Xương An (覺昌安)     | ? – 1582                                    | thời Kiến Châu tả vệ |
| Hiển Tổ (显祖)    | Tuyên Hoàng đế (宣皇帝)  | Tháp Khắc Thế (塔克世)     | ? – 1583                                    | thời Kiến Châu tả vệ |
| Thái Tổ (太祖)    | Cao Hoàng đế (高皇帝)    | Nỗ Nhĩ Cáp Xích (努爾哈赤) | 21 tháng 2 năm 1559 – 30 tháng 9 năm 1626   | Ông là người thủ lĩnh nhà Hậu Kim và đã đặt nền móng trong việc lật đổ nhà Nam Minh và sau đó con trai ông Hoàng Thái Cực đã hoàn thành việc thu phục Mông Cỗ, lên ngôi Hoàng đế nhà Thanh, ông được con cháu nhà Thanh truy tôn miếu hiệu là Thái Tổ dù ông không giữ ngôi vị Hoàng đế một ngày nào                                      |
| Thành Tông (成宗) | Nghĩa Hoàng đế (義皇帝)  | Đa Nhĩ Cổn (多爾袞)        | 17 tháng 11 năm 1612 – 31 tháng 12 năm 1650 | Ông là Nhiếp chính vương thời Thuận Trị Đế, tước vị Hoàng đế do chính vua Thuận Trị truy cho ông vào năm Thuận Trị thứ 7 (1650) đến năm Thuận Trị thứ 8 (1651) thì bị tước bỏ. Sau này, ông được Càn Long Đế vào năm thứ 43 Càn Long (1778) trao lại tước hiệu Duệ Thân vương thông qua dòng dõi của em ông (Đa Nhĩ Bác, con của Đa Đạc). |